# Crystal Days

Crystal Days는 이이즈카 마유미의 11번째 앨범이다.

## 해설
- 초회봉입특전은 스스로 고른 라인스톤(스왈로프스키 제)이다.

## 수록곡
1. crystal days/クリスタルデイズ（작사：이이즈카 마유미、작곡：cota、편곡：가토 미치아키）
2. Dear（작사：TOMBOW・츠나가와 유야、작곡：츠나가와 유야、편곡：타쿠미 마사노리）
3. 돌아가는 기분/まわりだす気持ち（작사：도지마 코헤이・이이즈카 마유미、작곡：도지마 코헤이、작곡：타쿠미 마사노리）
4. Baby, dance with me♪（작사・작곡：이즈미카와 소라、편곡：스즈키 토모후미）
5. Only You☆（작사：도지마 코헤이・이이즈카 마유미、작곡：도지마 코헤이、편곡：스즈키 토모후미）
6. 살짝/そっと（작사：이이즈카 마유미、작곡：호시마이（이이즈카 마유미）、편곡：가토 미치아키）
7. 지금 여기서/いまここで（작사：도지마 코헤이・이이즈카 마유미、작곡：도지마 코헤이、편곡：하세가와 토모키）
8. ROSE ROSE（작사：카노 카오리、작곡・편곡：cota）
9. Capri blue☆friend（작사：카노 카오리、작곡・편곡：하세가와 토모키）
10. 밀푀유[1]/ミルフィーユ（작사・작곡：이즈미카와 소라、편곡：가토 미치아키）